# GpsBabel
GPSBabel è un software libero per trasferire dati di strade, tracce, e nodi viari da ed a unità GPS e per convertirle tra gli oltre 100 formati di dati GPS.
Ha un'interfaccia a riga di comando e una grafica per Microsoft Windows e macOS.
Gli utenti Linux possono usare una delle GUI di terze parti come Gebabbel.
GPSbabel fa parte di molte distribuzioni come Debian e Fedora.

## Applicazioni
- Si può contribuire a OpenStreetMap usando GPSBabel per convertire i dati del GPS da un formato proprietario a GPX come richiede il progetto.
- GPSBabel è famoso nella comunità Geocaching perché abilita persone con unità gps incompatibili a condividere i dati.
- GPSBabel abilita i proprietari di molte marche differenti di GPS a vedere i loro dati in diversi programmi di mappe come Google Earth e Microsoft Streets & Trips.